# Francisco de Orellana (Maynas)
Francisco de Orellana es una localidad peruana, capital de distrito de Las Amazonas, provincia de Maynas, al noroeste del departamento de Loreto.

## Descripción
Francisco de Orellana se encuentra a orillas del río Napo cerca de su desembocadura en el río Amazonas, es uno de las pocas localidades amazónicas que cuenta con una modesta infraestructura hotelera.
La localidad recibe el nombre del explorador español Francisco de Orellana, que descubrió el Amazonas el 12 de febrero de 1534, antes de la anexión oficial de Francisco de Orellana pueblo a la Comandancia General de Maynas, esas tierras eran denominadas por las comunidades omaguas como Paranaguassú. La Iglesia católica peruana tiene mucha presencia en el poblado.